# Xã Rhinehart, Quận Polk, Minnesota
Xã Rhinehart (tiếng Anh: Rhinehart Township) là một xã thuộc quận Polk, tiểu bang Minnesota, Hoa Kỳ. Năm 2010, dân số của xã này là 139 người.